# Dodge Fast Four
Der Dodge Fast Four (auch Dodge 128 / 129) war ein PKW der Firma Dodge Brothers in Detroit, der als Weiterentwicklung der Serie 126 im Juli 1927 vorgestellt wurde.
Wie seine Vorgänger, besaß der Wagen einen seitengesteuerten Vierzylinder-Reihenmotor mit 3479 cm³ Hubraum, der nun allerdings eine Leistung von 24 hp (17 kW) abgab. Über eine Einscheiben-Trockenkupplung und ein Dreiganggetriebe mit Mittelschaltung wurden die Hinterräder angetrieben. Bei der Serie 128 waren alle vier Räder mechanisch gebremst. Die ab August 1927 verfügbare Serie 129 hatte bereits hydraulische Bremsen an allen vier Rädern. Der Radstand des Fahrgestells betrug (108") 2,65 m. Wiederum wurden mehrere Ausstattungsvarianten angeboten: Limousine und Coupé gab es als Special oder besser ausgestattete Deluxe. Das Cabriolet war mit zwei oder vier Sitzplätzen erhältlich.
Bereits im Januar 1928 wurden beide Baureihen ersatzlos eingestellt. Künftig fertigte Dodge keine Vierzylindermodelle mehr. 

## Bildergalerie

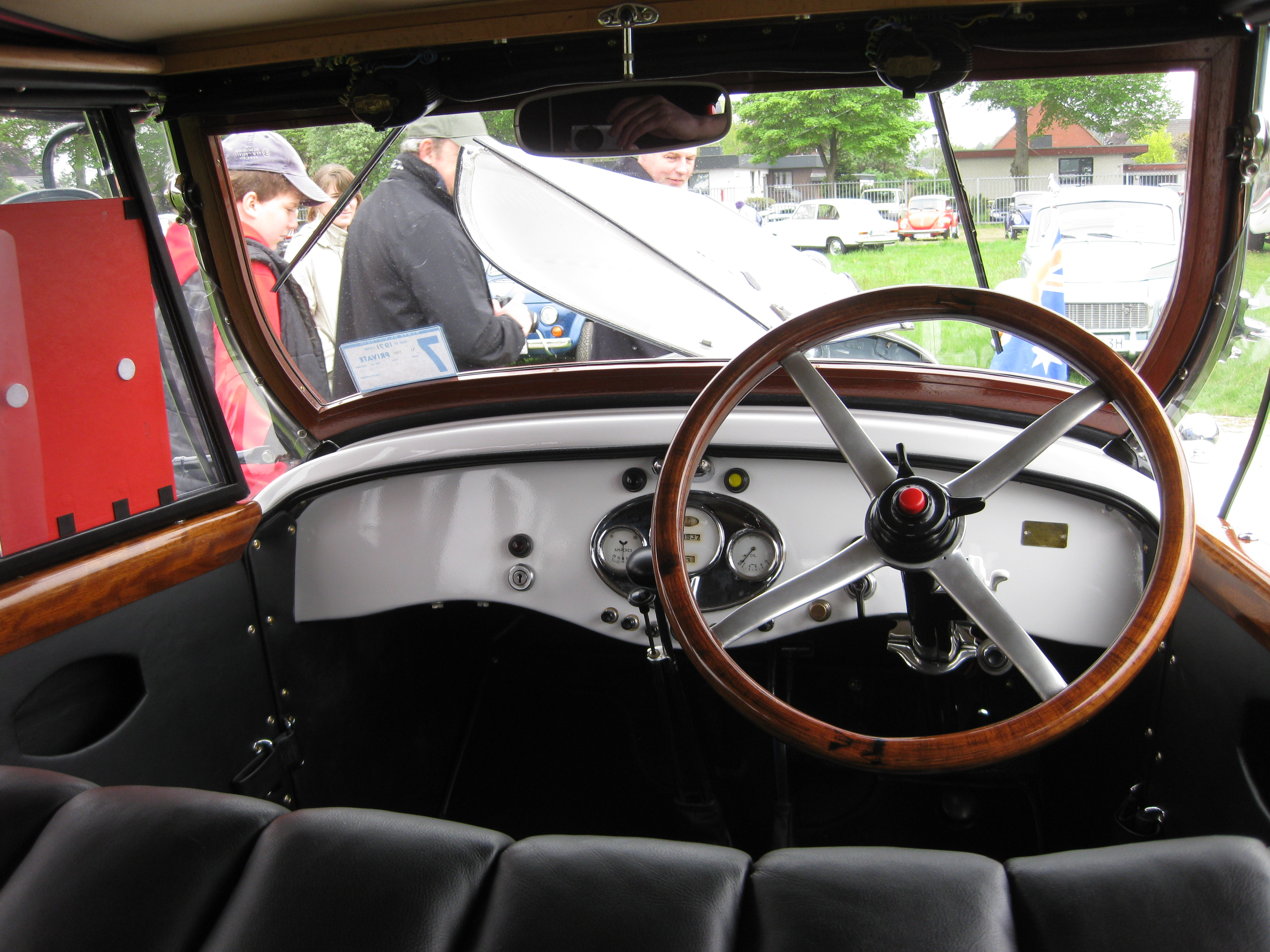
Cockpitansicht
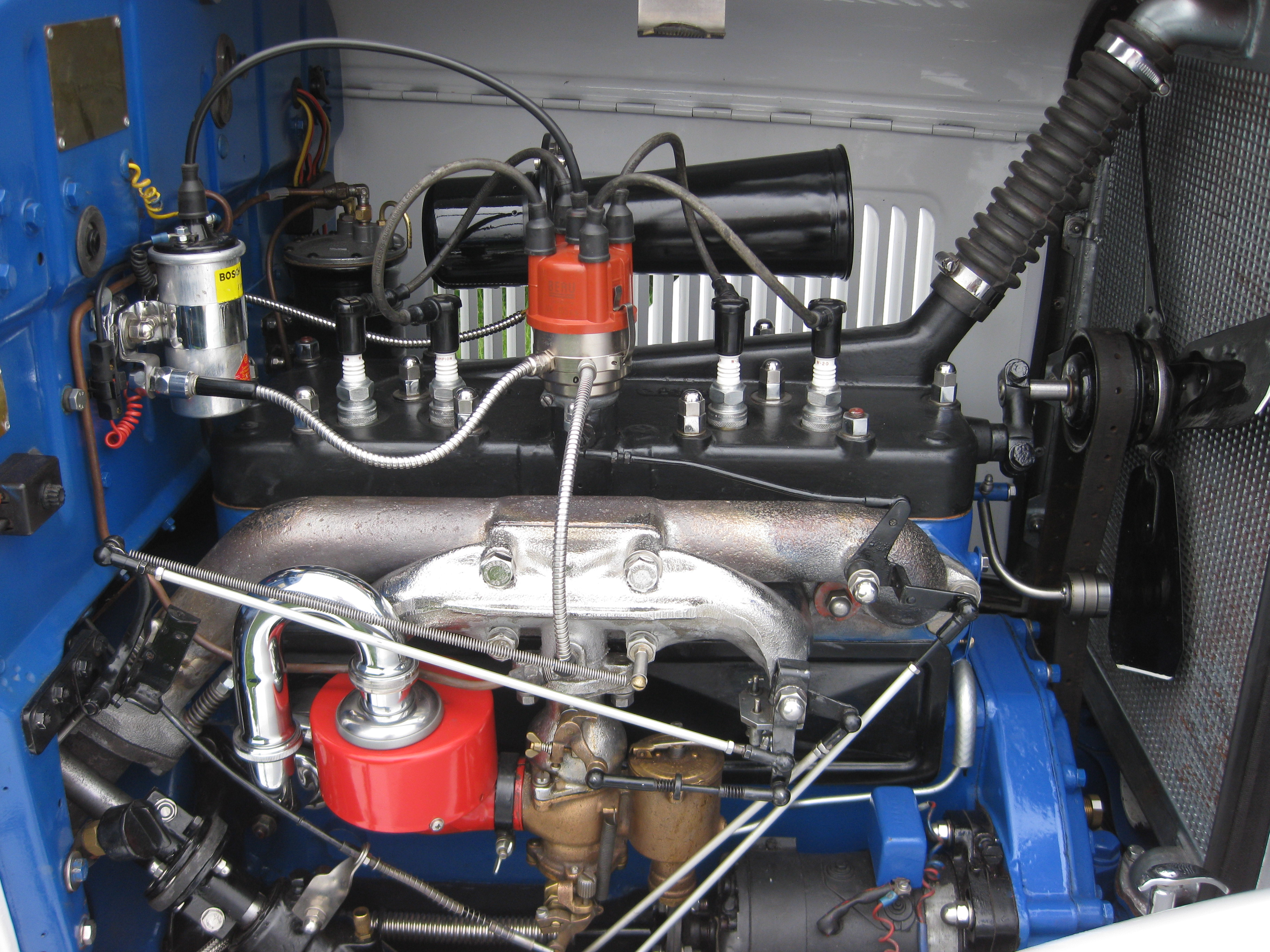
Motor